# توماس هيو
توماس هيو (بالإنجليزية: Thomas Vaughan)‏ هو لاعب كرة قدم ومدرب كرة قدم بريطاني، (ولد في ويلز في المملكة المتحدة 1864  م).